# 고시히카리

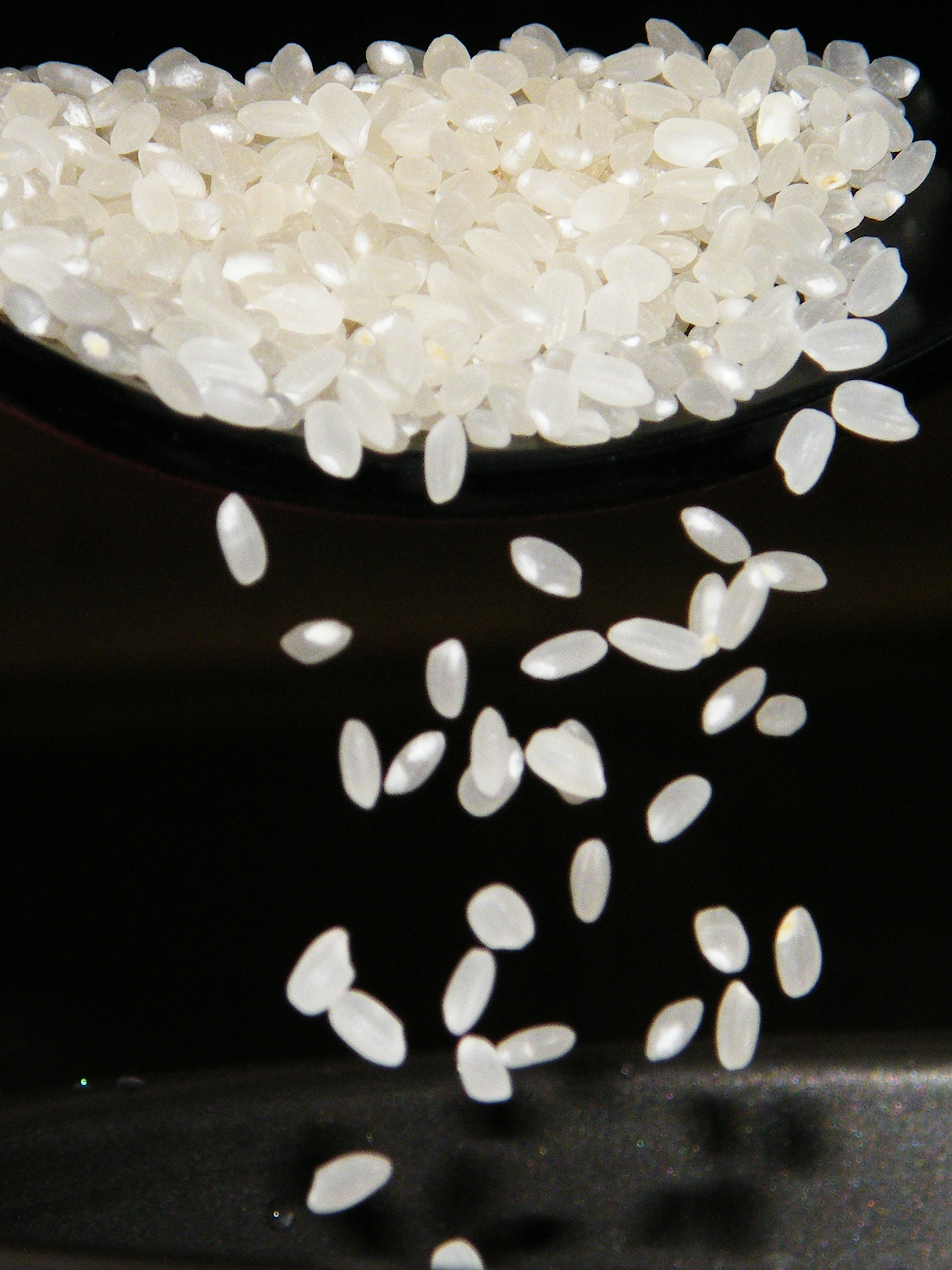
고시히카리

고시히카리(일본어: コシヒカリ)는 쌀 품종의 하나로, 일본이 원산지이다.
쌀알이 맑고 투명하여 밥을 지었을 때 찰기와 윤기가 유지되는 것이 특징이다.
고시히카리는 1956년에 후쿠이현 농업 시험장에서 두 개의 다른 품종인 농림 1호와 농림 22호를 결합해 처음 만들어졌다. 이 품종은 쌀알이 맑고 투명해 일본에서 가장 인기있는 쌀 품종이 되었다. 일본에서 가장 많이 재배되는 품종 중 하나로 그 맛은 지방마다 다르다고 여겨진다. 특히 니가타현의 우오누마 지역에서 재배되는 고시히카리가 가장 좋다는 평이 많으며 이 때문에 이 지역의 쌀은 일본에서 가장 높은 가격으로 거래된다.
고시히카리와 다른 품종들의 교배를 통해 아키타코마치, 히토메보레, 히노히카리 등 다양한 품종들이 개발되었다.

## 같이 보기
- 일본의 쌀